# Pfarrkirche Kaltenleutgeben

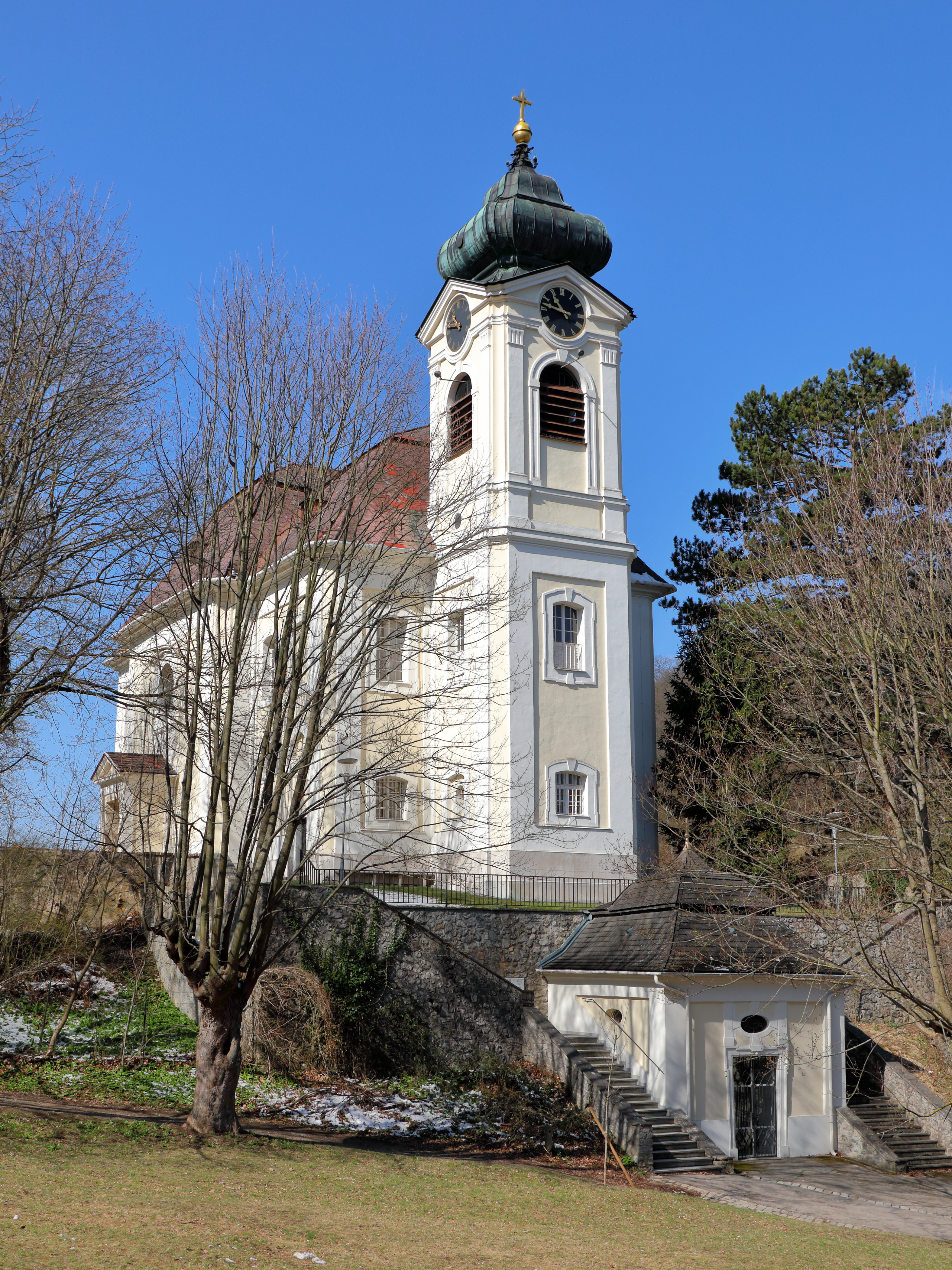
Röm.-kath. Pfarrkirche hl. Jakobus der Ältere in Kaltenleutgeben

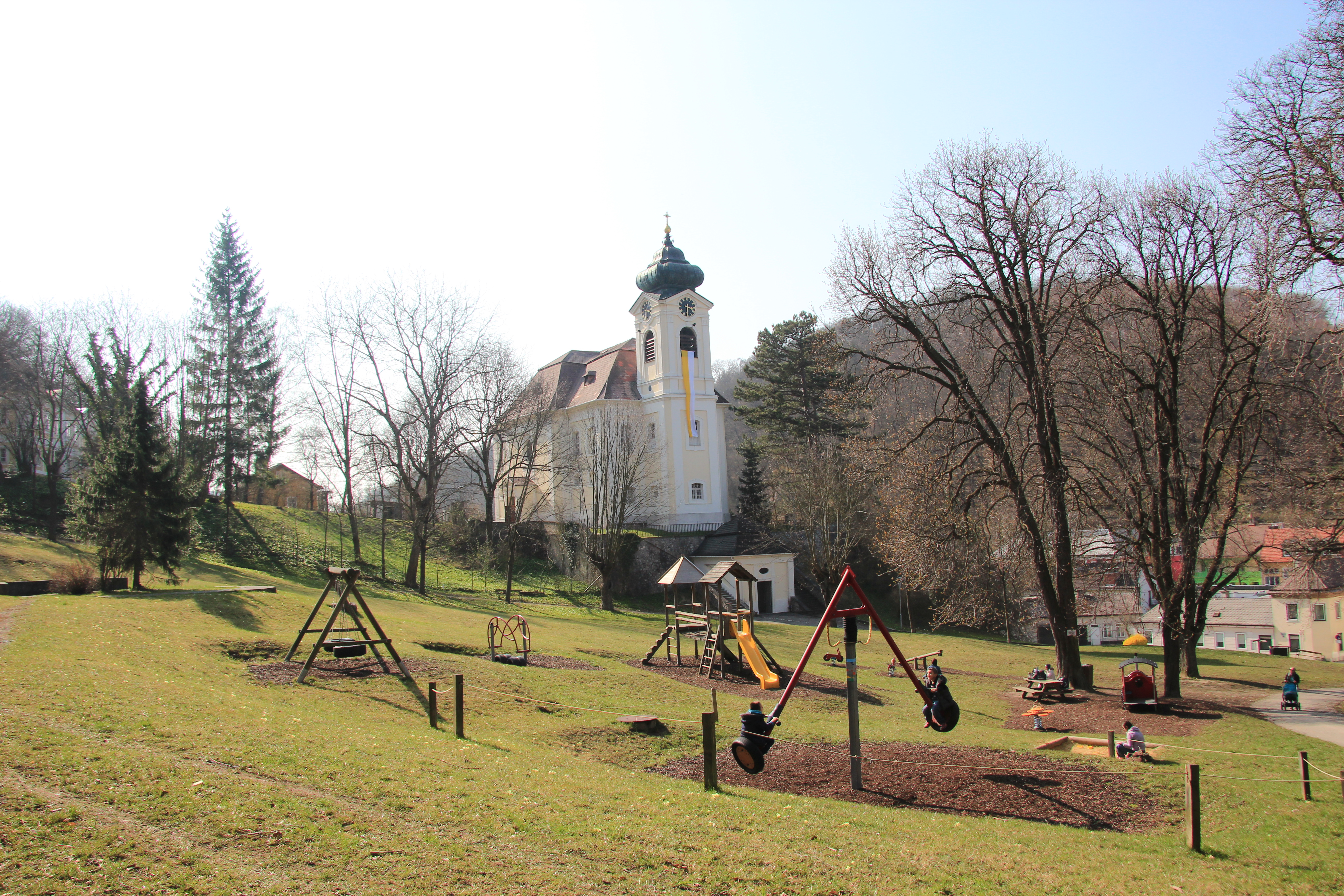
Pfarrkirche mit Park im Vordergrund

Die Pfarrkirche Kaltenleutgeben steht auf einer Geländestufe in erhöhter Lage unterhalb eines Felsabbruches des Gaisberges in der Marktgemeinde Kaltenleutgeben im Bezirk Mödling in Niederösterreich. Die römisch-katholische Pfarrkirche mit dem Patrozinium des heiligen Jakobus den Älteren gehört zum Dekanat Perchtoldsdorf im Vikariat Unter dem Wienerwald der Erzdiözese Wien. Die Kirche mit Ummauerung und Stiege steht unter Denkmalschutz (Listeneintrag).

## Geschichte
Urkundlich wurde 1624 eine Kapelle genannt. Die Kirche wurde von 1729 bis 1732 mit dem Architekten Jakob Öckl an der Stelle einer älteren Kapelle auf einem Plateau über dem barocken Brunnenhaus erbaut. 1783 wurde die Kirche zur Pfarrkirche erhoben.

## Architektur
Der barocke längszentrale Kirchenbau mit einem kreuzförmigen Grundriss hat eine östliche Turmfassade. Der markante hoch proportionierte Bau mit etwas vortretenden Querarmen steht unter einem Mansarddach mit einer einheitlichen Trauflinie, die Langhausfassaden haben eine Lisenengliederung und eine zweizonige Fensterteilung mit Segmentbogenfenstern und darüber gesetzten Hochovalfenstern. Die westlich angebaute Vorhalle ist übergiebelt. Der vorgestellte dreigeschoßige Ostturm zeigt beim Glockengeschoß Pilaster und Pfeifenkapitelle, rundbogige Schallfenster, und trägt einen gedrungenen Zwiebelhelm.
Das Langhaus zeigt im Süden ein Relieffragment hl. Jakob als Pilger aus der zweiten Hälfte des 16. Jahrhunderts.
Am Fuß der Kirchenstiege, zwischen den beiden Stiegenaufgängen, befindet sich die Jakobuskapelle. Das ist eine Brunnenstube mit einer Statue des Hl. Jakobus, der einen Tonkrug hält, aus dem das Wasser einer Quelle aus dem Kirchenfelsen fließen sollte. Die Quelle war aber schon bei Fertigstellung des Kirchenbaus 1732 versiegt, es wird vermutet, dass die oberhalb der Kirche befindliche Rebeccaquelle ursprünglich das Wasser der Jakobsquelle führte. Der Bau wurde später als Aufbahrungshalle bei Begräbnissen genutzt. Bei einer Renovierung wurde die Ausflussöffnung des Tonkruges mit der örtlichen Wasserleitung verbunden, sodass der Wasserfluss aus- und eingeschaltet werden kann. Im Regelfall ist die Leitung abgeschaltet.

## Ausstattung
Es gibt drei Altäre aus Marmor um 1750/1760.
Die Orgel mit 10 Registern baute Joseph Seyberth (1850/1851).